# Hermann von Seydlitz-Kurzbach
Hermann Florian von Seydlitz-Kurzbach (* 18. November 1810 in Berlin; † 1. April 1895 in Wiesbaden) war ein preußischer Generalleutnant.

## Leben

### Herkunft
Hermann von Seydlitz-Kurzbach entstammte dem Stamm Kurzbach des schlesischen Uradelsgeschlechts von Seydlitz. Er war der Sohn des preußischen Generalmajors Florian von Seydlitz (1777–1832) und dessen Ehefrau Karoline, geborene von Schack (1789–1865), Tochter des preußischen Generals Wilhelm Georg von Schack. Seine Schwester Karoline verstarb unverheiratet als Stiftsdame.

### Militärkarriere
Seydlitz besuchte die Kadettenhäuser in Potsdam und Berlin. Am 26. Juli 1828 wurde er als Sekondeleutnant dem 17. Infanterie-Regiment der Preußischen Armee überwiesen. Zur weiteren Ausbildung absolvierte er 1832/35 die Allgemeine Kriegsschule und war 1837/40 als Lehrer an der Divisionsschule der 7. Division tätig. Anschließend folgte bis 1843 seine Kommandierung zum Topographischen Büro und die zwischenzeitliche Beförderung zum Premierleutnant. Am 1. April 1843 wurde Seydlitz zunächst zum Großen Generalstab kommandiert und am 4. April 1844 unter Beförderung zum Hauptmann versetzt. Ab Mitte Februar 1846 war er im Generalstab des VII. Armee-Korps tätig. Während des Krieges gegen Dänemark wurde Seydlitz 1849 als Generalstabsoffizier zur mobilen preußischen Division in Schleswig abkommandiert und nahm an den Gefechten bei Viuf, Alminde, Veile sowie Aarhus teil. Nach Beendigung der Kampfhandlungen wurde er am 25. September 1849 als Kompaniechef in das 32. Infanterie-Regiment versetzt. Er avancierte Mitte November 1851 zum Major und etatsmäßigen Stabsoffizier. Vom 15. April 1852 bis zum 10. Februar 1884 war er Kommandeur des I. Bataillons in Erfurt und wurde anschließend als Kommandeur des III. Bataillons im 32. Landwehr-Regiment nach Naumburg (Saale) versetzt. Am 9. April 1857 zum Oberstleutnant befördert, wurde er am 12. September 1857 Kommandeur des 4. Jäger-Bataillons in Sangerhausen. Unter Stellung à la suite beauftragte man Seydlitz am 12. März 1859 mit der Führung des 24. Infanterie-Regiments. Am 31. Mai 1859 wurde er zum Oberst befördert und zum Regimentskommandeur ernannt. In dieser Eigenschaft wurde ihm im Juni 1860 der Rote Adlerorden III. Klasse mit Schleife sowie am 18. Oktober 1861 der Kronen-Orden III. Klasse verliehen. Unter Stellung à la suite seines Regiments erfolgte am 7. April 1863 seine Ernennung zum Kommandeur der 20. Infanterie-Brigade in Posen. Seydlitz avancierte am 22. September 1863 zum Generalmajor und wurde am 13. März 1866 unter Verleihung des Sterns zum Roten Adlerorden II. Klasse mit Eichenlaub mit der gesetzlichen Pension zur Disposition gestellt.
Für die Dauer des mobilen Verhältnisses anlässlich des Krieges gegen Frankreich wurde Seydlitz 1870/71 wiederverwendet und diente als Kommandeur der stellvertretenden 30. Infanterie-Brigade in Koblenz. Er erhielt den Charakter als Generalleutnant und trat am 11. Juli 1871 in das inaktive Verhältnis zurück. Seydlitz starb am 1. April 1895 in Wiesbaden.
Der Chef des Generalstabes schrieb 1847 in seiner Beurteilung: „Von allgemeiner, auch guter militärischer Vorbildung. Es hat die ihm bisher übertragenen Geschäfte mit Sachkenntnis und Geschick erledigt, auch bei Übungsreisen guten militärischen Blick und gesundes Urteil gezeigt. Der 8. Division zur Dienstleistung während der großen Übungen zugeteilt, hat es sich die besondere Zufriedenheit des Divisionskommandeurs erworben und Brauchbarkeit für mehrfache Verwendung gezeigt. Auch in seinem jetzigen Dienstverhältnis leistet er gute Dienste und benutzt jede Gelegenheit zu seiner Ausbildung mit lobenswertem Eifer.“

### Familie
Seydlitz heiratete am 30. September 1838 in Düsseldorf Louise von Sybel (1819–1895), eine Tochter der Amalie Brügelmann und des Regierungsrates Heinrich Ferdinand Philipp von Sybel. Die Ehe blieb kinderlos. Der Politiker Hans Wilhelm von Rochow-Plessow war einer seiner Cousins.